# 有限小数
有限小數，是指小數部分的位數有限的數字，與無限小數相對。有限小數都屬於有理數，可以化成分數的形式。
簡單來說，有限小數是指小數部分的位數是有限的，是可以寫得完的。
9.8、1.0、1.1212121212等數字都是有限小數。